# Diadumeno

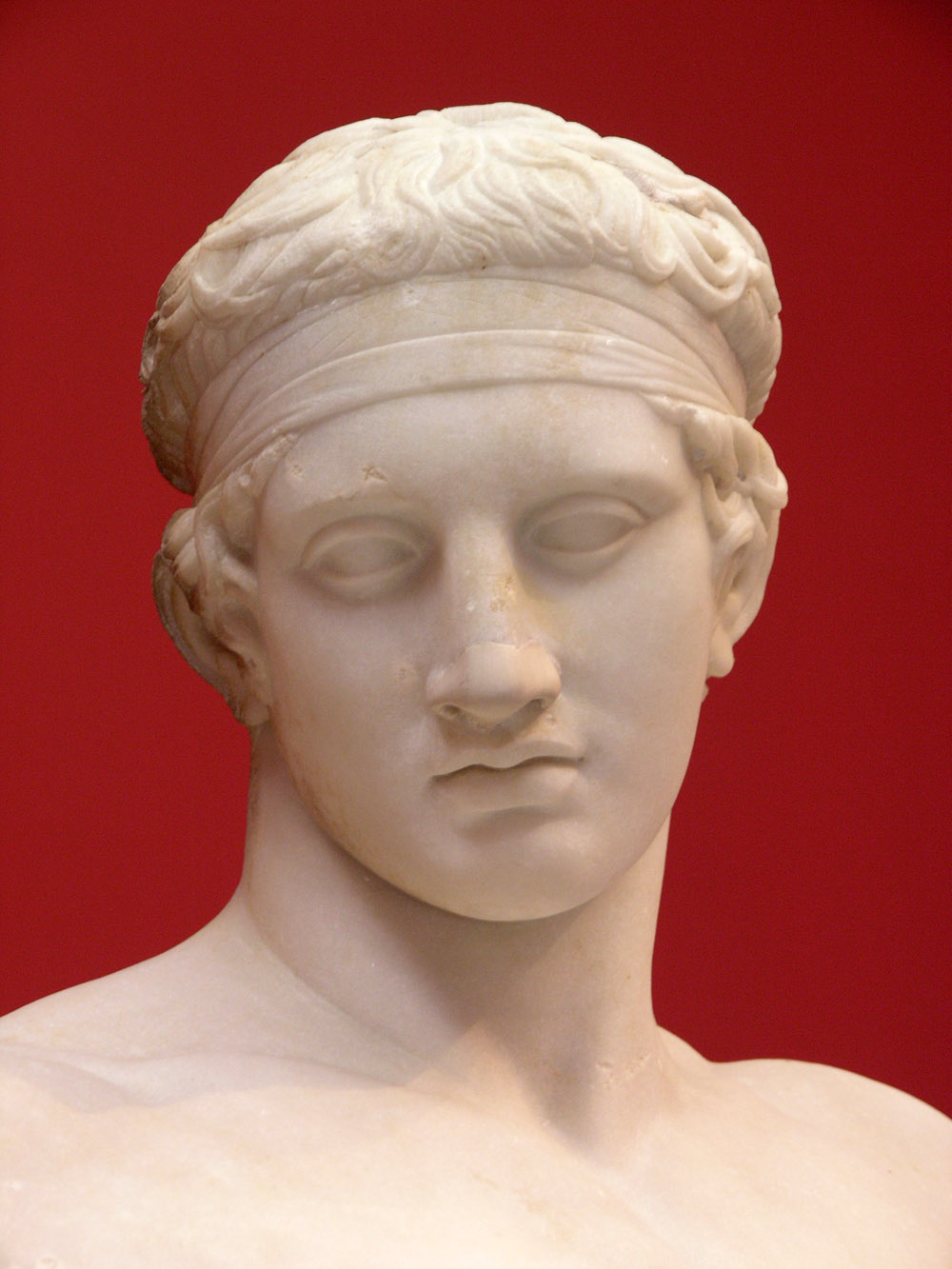
La testa

Il Diadumeno (in greco Diadúmenos, cioè "che si cinge la fronte [con la benda della vittoria]") è una statua realizzata da Policleto verso il 420 a.C. e oggi nota solo da copie romane marmoree, tra cui la migliore è considerata il Diadumeno di Delo nel Museo archeologico nazionale di Atene (h. 195 cm).

## Storia
Probabilmente l'opera venne scolpita ad Atene, dove l'artista era venuto a conoscenza del collega Fidia, come si evince da una certa influenza nella forma e nell'atteggiamento della testa.
Si conoscono più di trenta copie di questa scultura; le più celebri sono: il Diadumeno di Delo, conservato al Museo Archeologico Nazionale di Atene ed il Diadumeno di Vaison, conservato al British Museum di Londra. Un'altra copia detta Farnese, nello stesso museo, presenta leggere varianti (ad esempio nella testa) e si è ipotizzato che possa derivare da una copia eseguita da Fidia. Un grosso frammento di epoca flavia, restaurato e reintegrato successivamente, si trova nel Metropolitan Museum di New York. Una testa di Diadumeno è al Louvre (che possiede anche un torso), una al Museo Barracco di Roma e una al Museo nazionale di Venosa. Un torso di Diadumeno, proveniente dalle collezioni sabaude, si trova nel Museo di antichità di Torino.

## Descrizione e stile
Un giovane atleta nudo solleva le braccia per allacciarsi in testa la benda della vittoria (la tenia). 
Troviamo un'applicazione del chiasmo come nel Doriforo, un ritmo incrociato capace di dare estrema naturalezza alla rappresentazione, ogni tensione trova la sua adeguata contrapposizione. L'arco del bacino inoltre si trova ad essere inclinato verso la gamba flessa. Ne consegue un dinamismo trattenuto, che annulla ogni impressione di staticità, a differenza dei precedenti della statuaria arcaica e severa. A differenza del Doriforo, nel Diadumeno il baricentro della figura non è su una gamba, bensì al centro fra le due. 
L'insieme è potente e muscoloso, ricco di sfumature, con una testa dalla struttura robusta e dotata di un'espressione medativamente sospesa. Appare esaltata la mimesis, cioè il naturalismo basato sull'imitazione del vero, equilibrato però dalla componente ideale.

## Galleria d'immagini

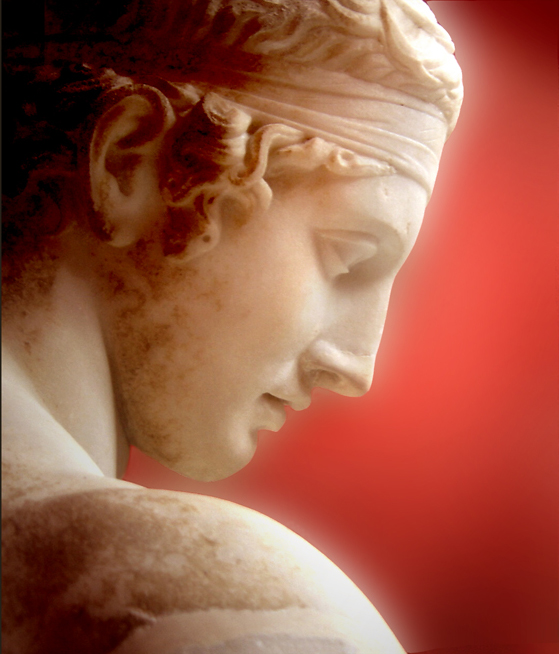
Profilo del Diadumeno di Delos
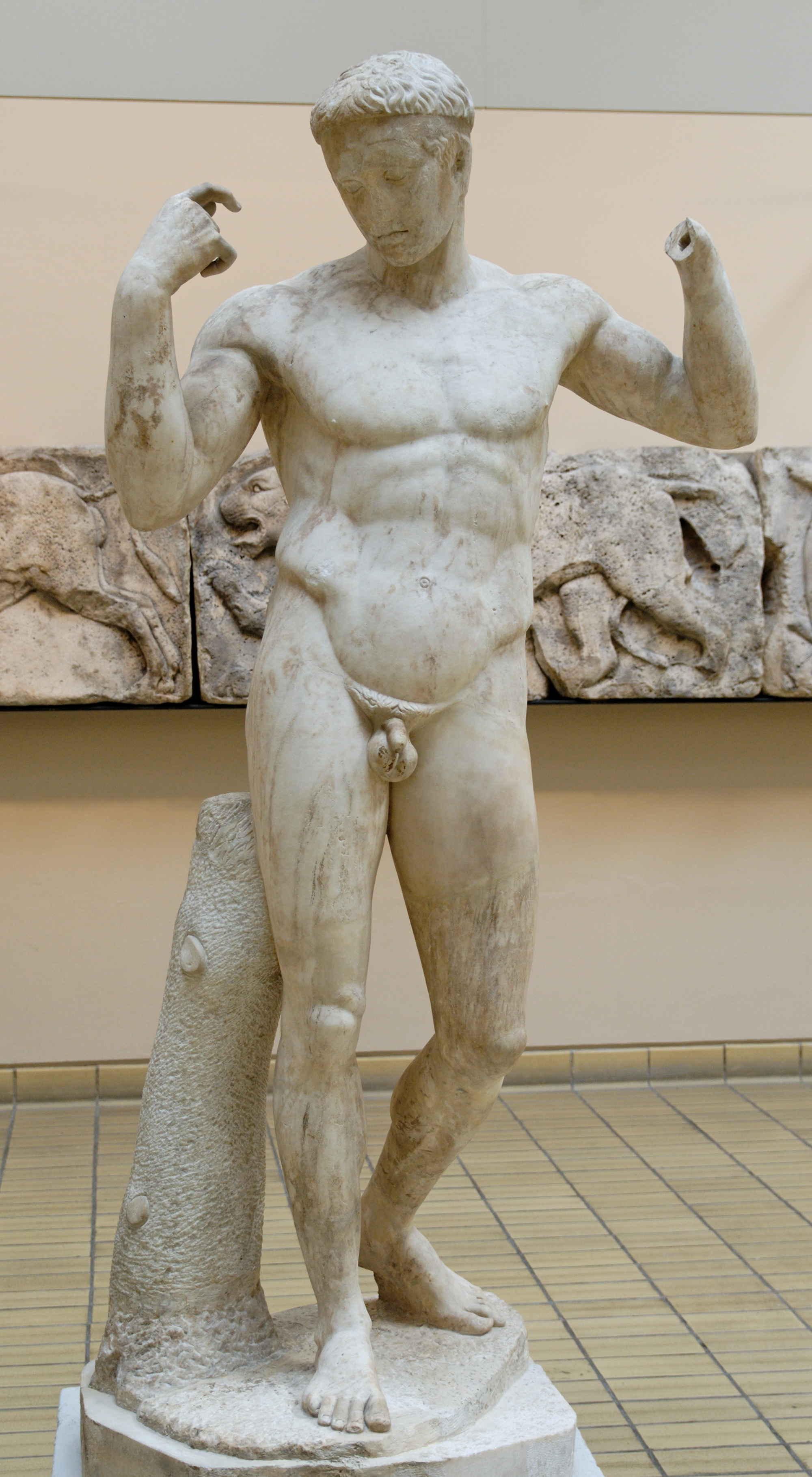
Il Diadumeno di Vaison-la-Romaine, British Museum
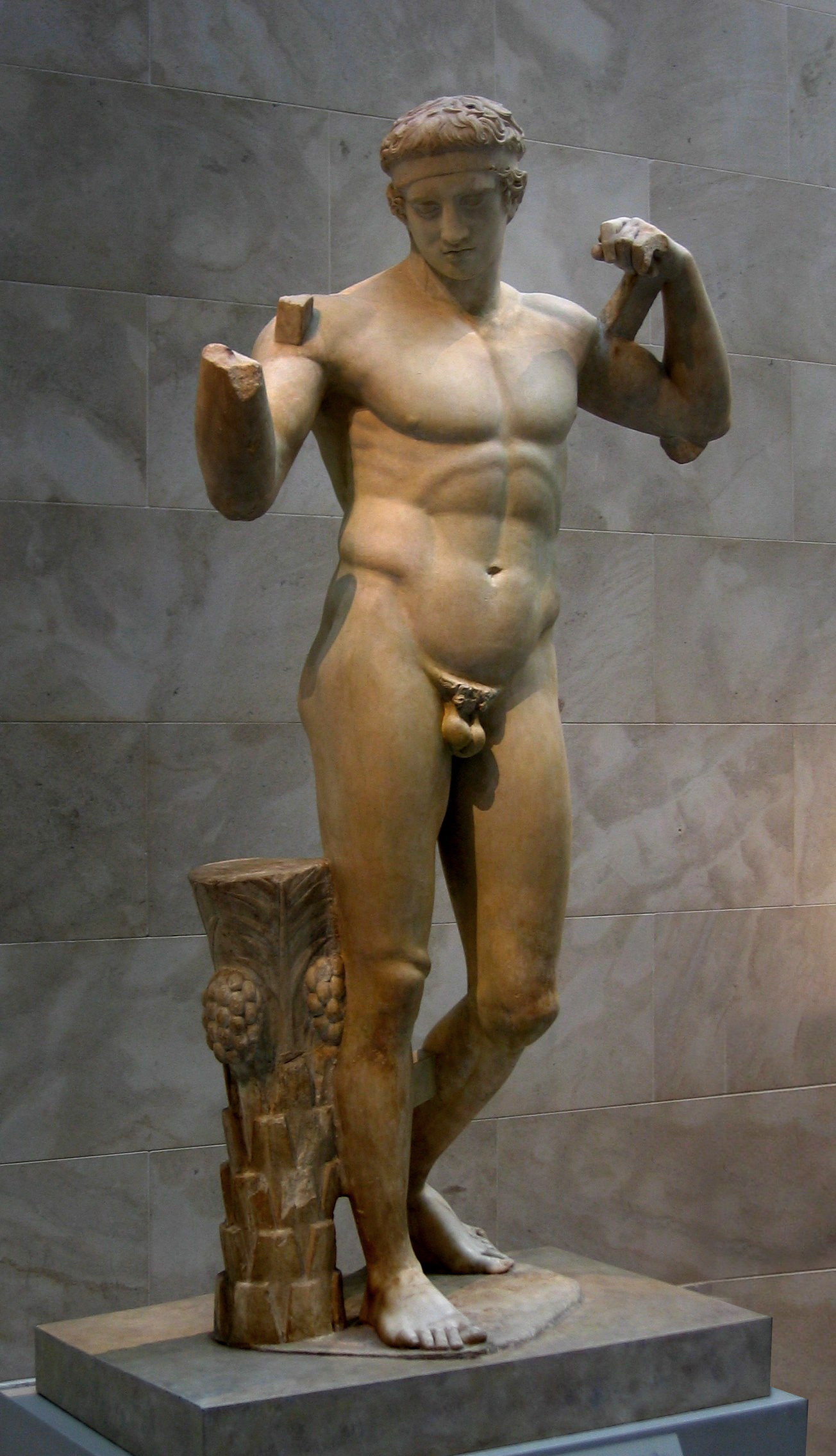
Il Diadumeno di New York
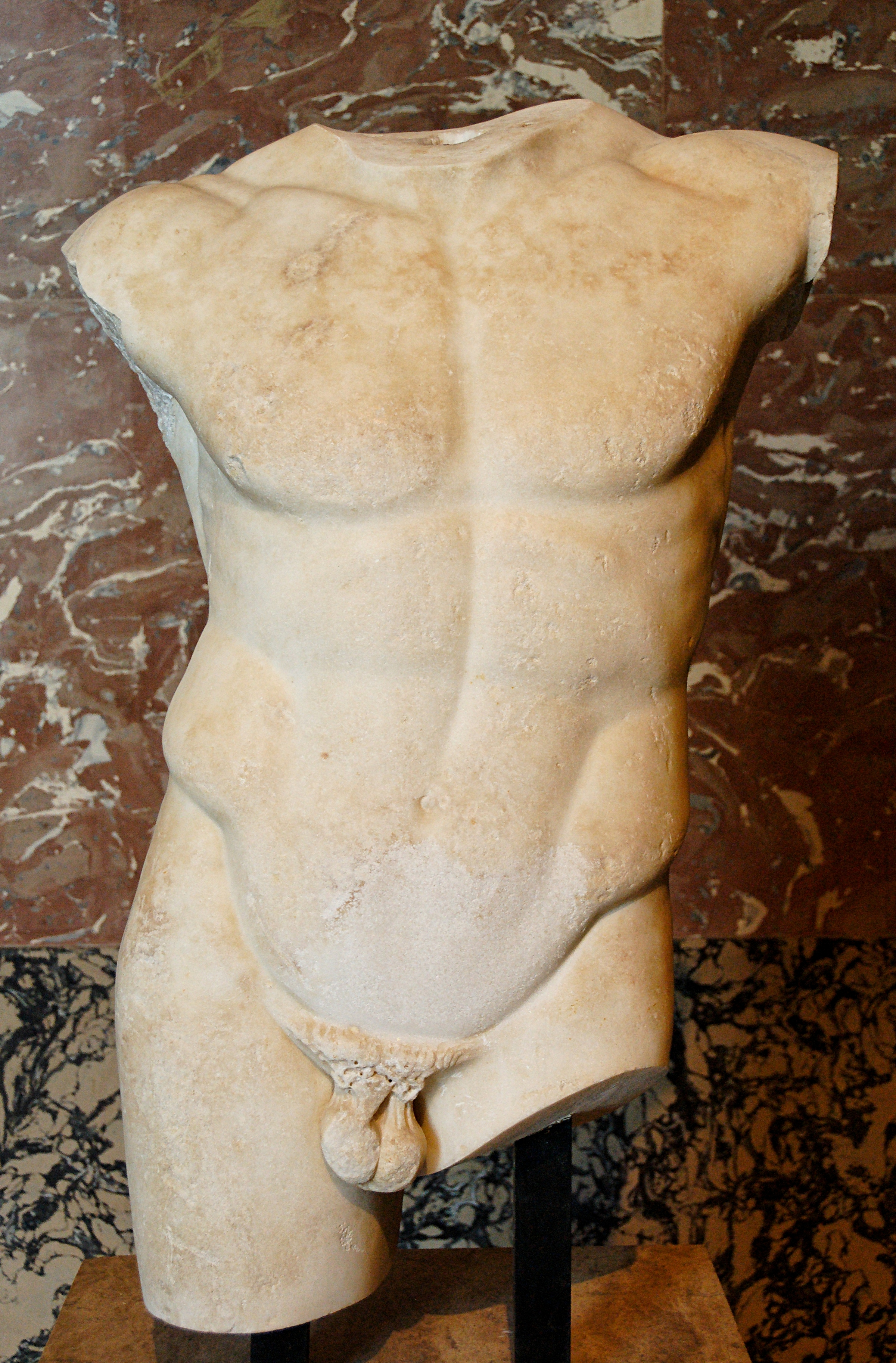
Torso di Diadumeno del Louvre
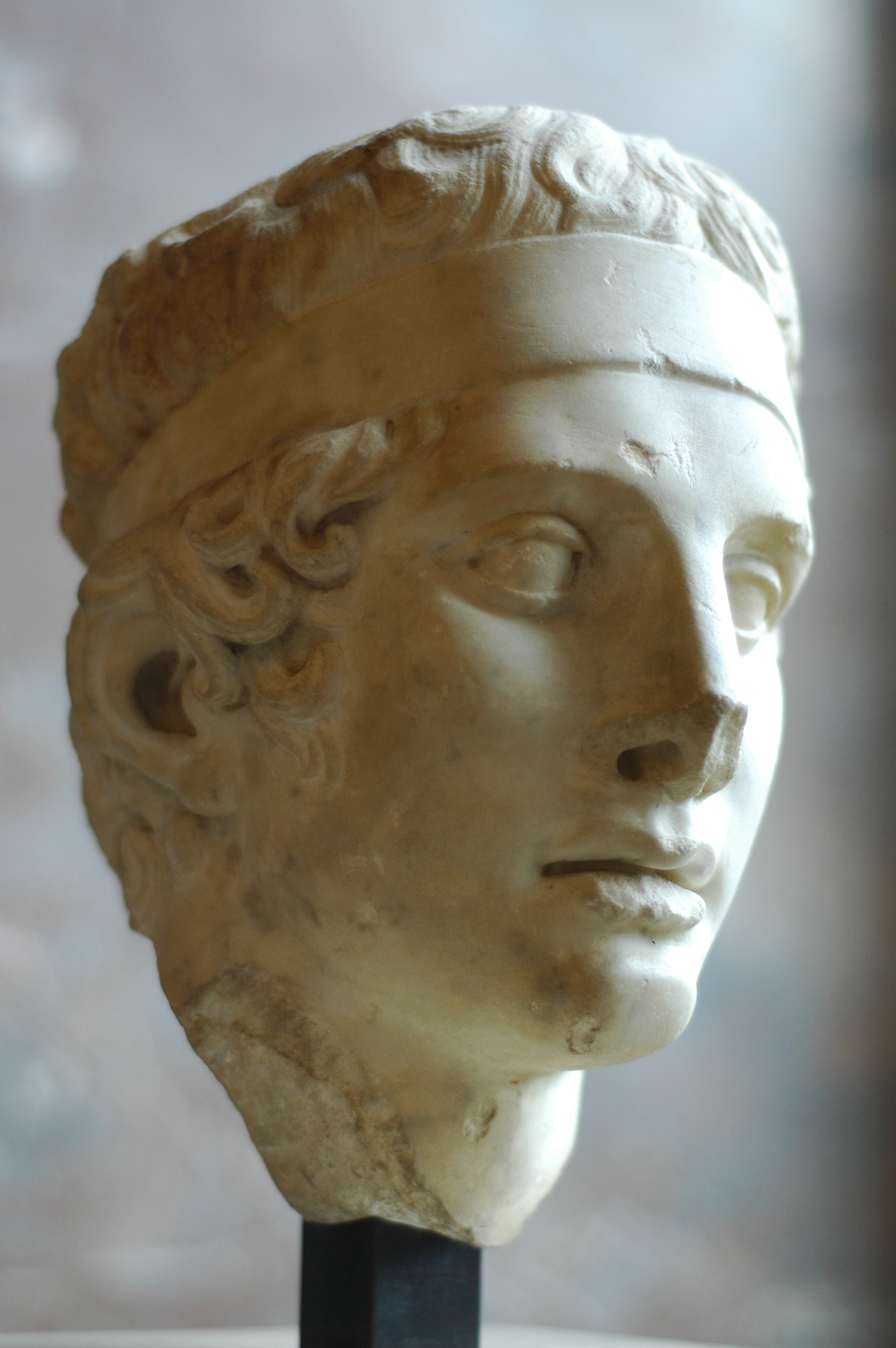
Testa di Diadumeno del Louvre
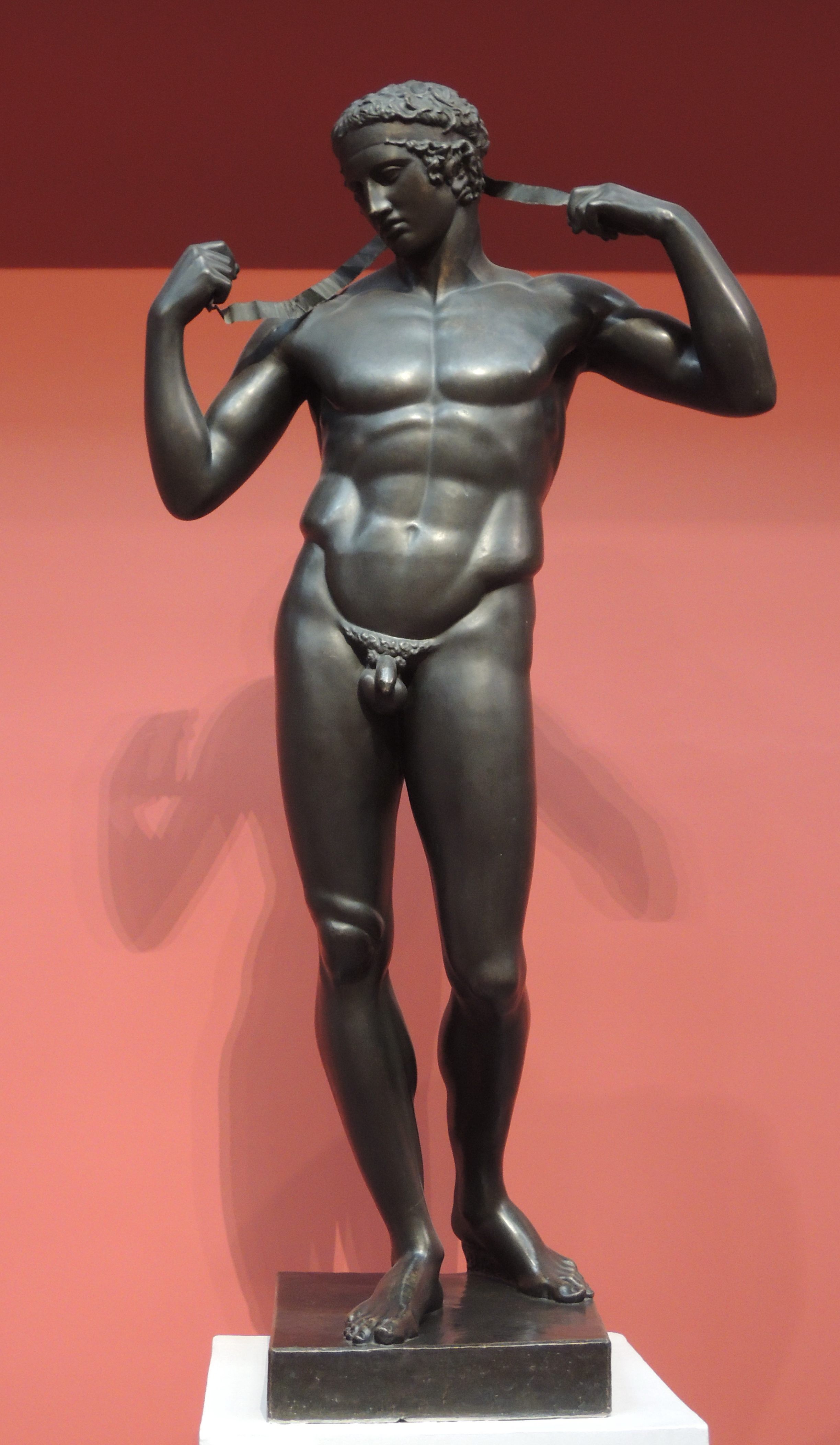
Ricostruzione del Diadumeno nel Museo Pushkin di Mosca
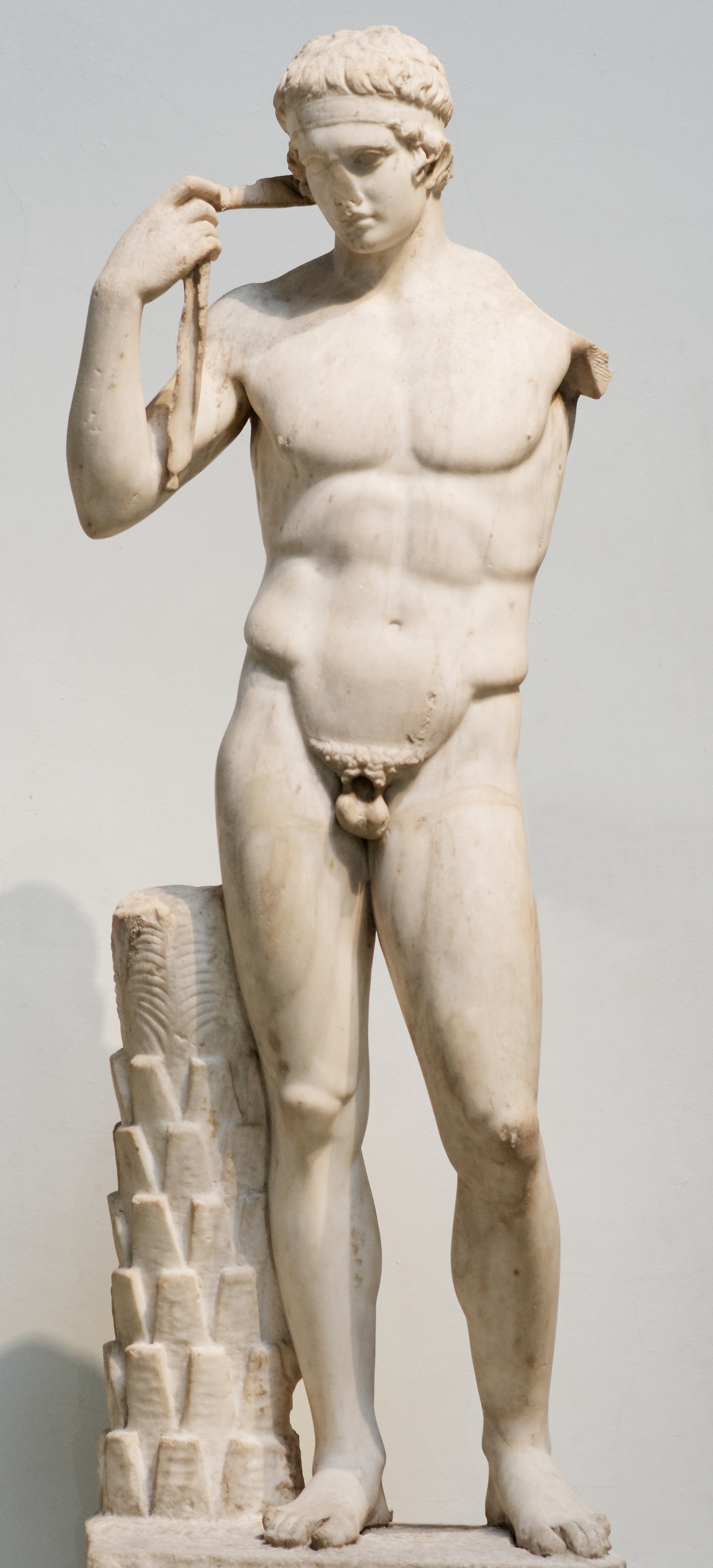
Il Diadumeno Farnese, British Museum